# Musée du chemin de fer de Catalogne
Le Musée du chemin de fer de la Catalogne est consacré à l'histoire du chemin de fer de la Catalogne et il se trouve dans la ville de Vilanova i la Geltrú, juste à côté de la gare des trains de la ligne Barcelone -Tarragone. Il a été inauguré le 5 août 1990. L'espace est géré par l'institution Fundación de los Ferrocarriles Españoles (es).
Dans le bâtiment principal, attaché au musée, le visiteur peut trouver une bibliothèque, une collection d'items relatifs au monde des chemins de fer comme les casquettes, miniatures, machinerie, etc. La fédération des associations des passionnés des miniatures des chemins de fer et enthousiastes du chemin de fer de l'Europe (MOROP) organisait son 19e congrès en 1972 sur l'invitation de l'"Associació d'Amics del Ferrocarril de Barcelona."

## Histoire

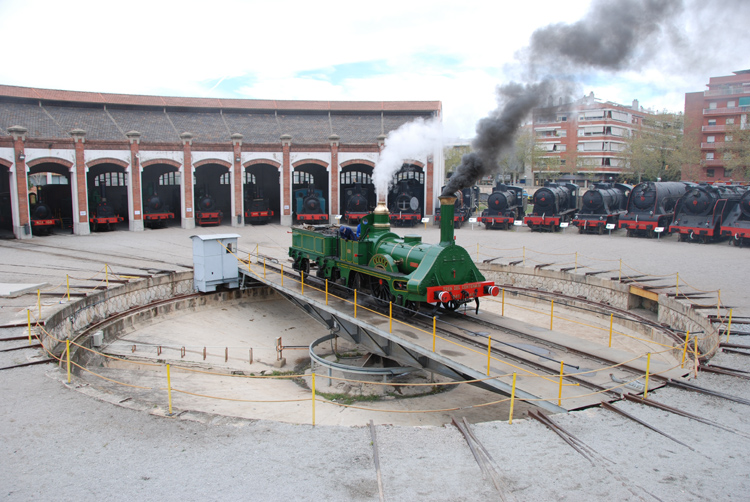
Reproduction du premier train en service a la Péninsule Ibérique entre Barcelone et Mataró

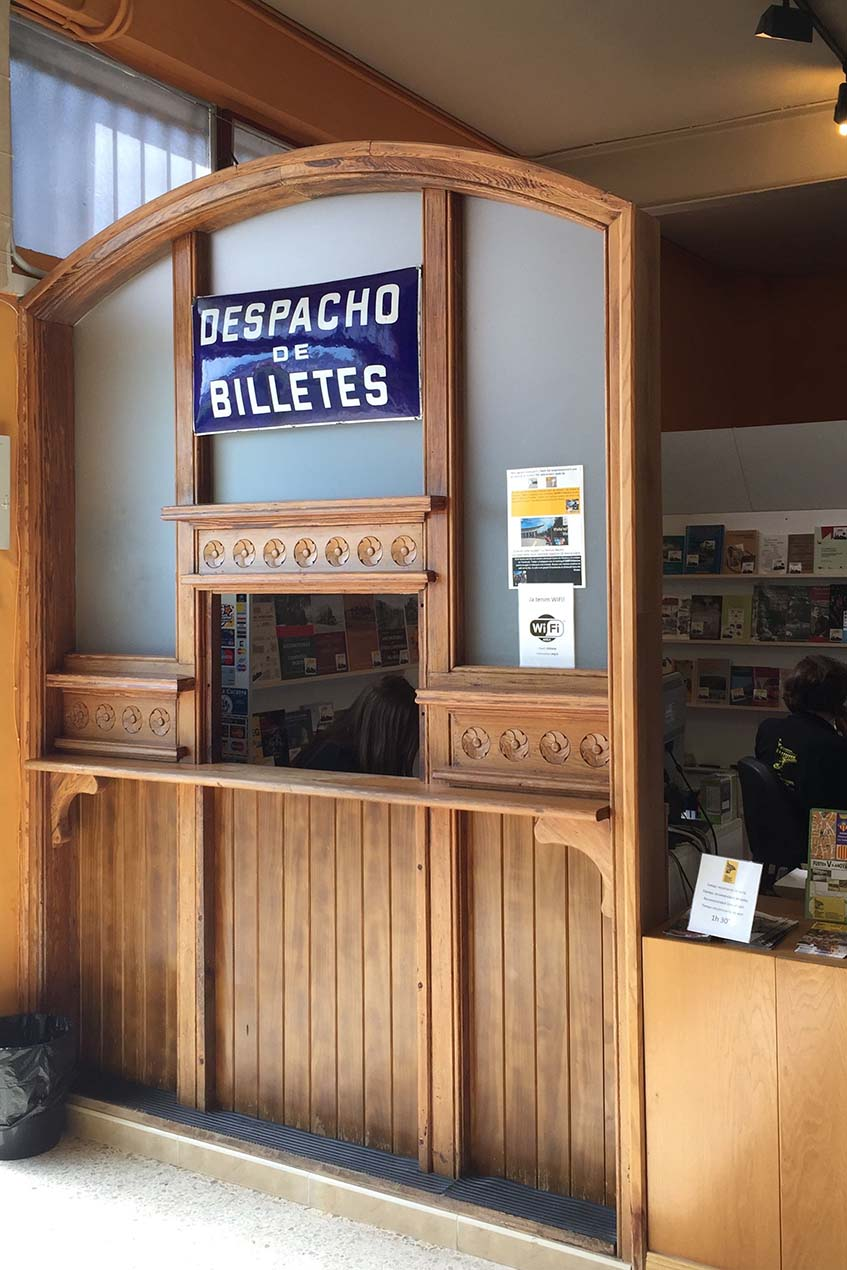
Guichet original de la gare
La Granada del Penedés, à l'entrée au Musée.

Le musée occupe l'ancien dépôt de locomotives de Vilanova i la Geltrú, espace construit à la fin du XIXe siècle. À l'époque, il y avait plus de 900 ouvriers. La collection est située dans les installations originales d'un grand dépôt de locomotives à vapeur, un ancien centre productif qui était utilisé comme base et atelier de réparation de machines, qu'on a fermé en tant que tel en 1967 pour l’ouvrir à nouveau comme musée en 1990.
Le bâtiment principal du musée a été construit dans les années 1970 comme économat pour le personnel ferroviaire. Dans ce bâtiment on peut voir la partie de l'exposition permanente consacrée au monde des gares et une salle spécifique pour des projections: le "Cinéma TREN." Il y a aussi des zones pour les services: la réception, la bibliothèque, la boutique, une zone pour les enfants, aussi bien que la zone d'administration et salles de réunions. À la réception du musée il y a une pièce de la collection: l'ancien guichet de la gare du village de La Granada (50 km vers le sud de Barcelone.)
Le Musée a été ouvert en 1990 et est situé dans ce qui était le magasin-abri de moteurs à la fin du XIXe siècle. Environ 900 travailleurs s’occupaient des travaux d’entretien et réparation des locomotives jusqu'en 1967, quand ces activités ont cessé.
Les éléments qu’on trouve dans ce Musée sont d'une qualité et intérêt bien considéré internationalement. La collection a plus de soixante véhicules de toutes les périodes de l'histoire, de divers pays d'origine et technologies différentes. Il y a 28 locomotives à vapeur qui datent de la fin du XIXe siècle, y compris la plus ancienne de l'Espagne et la dernière qui a été en fonctionnement. Il y a aussi des wagons, des machines diesels ou électriques et autres véhicules intéressants. On y trouve également un Bogie appartenant à des wagons américains du type HARLAN. Il y a d'autres éléments remarquables de la collection comme un pont de signaux originaire de la Gare "Estació de França" de Barcelone.

## Collection
Pièces distinguées 
| Ref                               | Année     | Objet                                | Surnom              | Constructeur                                | Description | Image                         |
| --------------------------------- | --------- | ------------------------------------ | ------------------- | ------------------------------------------- | --- | ----------------------------- |
| ND                                | 1948      | Locomotive 1-1-1                     | Mataró              | Maquinista Terrestre i Marítima             | Reproduction du premier train qui a réalisé le trajet Barcelone-Mataró                                                     |                               |
| MZA 168                           | 1854      | Locomotive à vapeur 120/2112         | Martorell           | Sharp & Stewart Manchester                  | Locomotive originelle plus ancienne conservée en Espagne                                                                   |                               |
| MZA 246                           | 1857      | Locomotive à vapeur 030/2013         | Mamut               | Ritson Wilson et Cail Cockeril              | Deuxième locomotive plus ancienne conservée en Espagne                                                                     |                               |
| Andaluces 4                       | 1871      | Locomotive à vapeur 020-04           | Andaluces           | COCKERILL                                   | Type de locomotives petites destinées à des zones urbaines ou petites usines                                               |                               |
| MZA 571                           | 1879      | Locomotive à vapeur 040-2019         | Vilanova            | Sharp & Steward (Royaume-Uni)               | Locomotive assignée à Vilanova i la Geltrú depuis 1949                                                                     |                               |
| Norte 1653                        | 1881      | Locomotive à vapeur 030-2110         | Perruca             | André Koechlin & Cie                        | Normalement elle a été utilisée par le nord-est de l'Espagne                                                               |                               |
| Oeste 9                           | 1881      | Locomotive à vapeur 220-2005         |                     | Hartmann                                    | Pour le transport de trains de passagers                                                                                   |                               |
| Oeste 77                          | 1884      | [Locomotive à vapeur 120-2131        |                     | Maschinenfabrik Esslingen AG                | Pour le transport de trains de passagers                                                                                   |                               |
| Alcantarilla- Lorca, 4            | 1884      | Locomotive à vapeur 030-2369         | Bicicleta           | Royaume Uni                                 | Pour le transport de trains de passagers                                                                                   |                               |
| Alcañiz - La Puebla de Híjar, 4   | 1885      | Locomotive à vapeur 020-210          | Teresita/Clot       | Belgique                                    | Locomotive de manœuvres |                               |
| Mollet - Caldes, 6                | 1887      | Locomotive à vapeur 030-0233         | Caldes              | Maquinaria Terrestre y Marítima             | Trains de voyageurs et après par des manœuvres                                                                             |                               |
| Andaluces, 6                      |           | Locomotive à vapeur 220-2023         | Bobadilla           | Beyer, Peacock and Company                  | Trains pour des voyageurs                                                                                                  |                               |
| MZA 651                           | 1901      | Locomotive à vapeur 230-4001         | Compound            | Henschel i Maffei (Allemagne)               | Locomotive par des trains rapides                                                                                          |                               |
| Ferrocarril Central de Aragón, 1  | 1902      | Locomotive à vapeur 030-2471         | FCA 1               | Société Anonyme St. Leonard                 | Trains pour des voyageurs                                                                                                  |                               |
| Ferrocarril Central de Aragón, 53 | 1906      | Locomotive à vapeur 060-4013         | Mallet-Compound     | Suisse                                      | Remorque de marchandises lourdes                                                                                           |                               |
| Norte 3101                        | 1909      | Locomotive à vapeur 230-2085         |                     | Hanomag (Allemagne)                         | Trains pour des voyageurs                                                                                                  |                               |
| MZA 1155                          | 1913      | Locomotive à vapeur 240-2135         | Mastodonte          | Allemagne                                   | Trains pour des voyageurs et marchandises                                                                                  | MZA 1155                      |
| Ferrocarril Central de Aragón, 74 | 1927      | Locomotive à vapeur 240-2074         | Mastodonte          | Tubize (Belgique)                           | Locomotive par des trains de passagers et par marchandises. 115 km/h de vitesse maximal                                    |                               |
| FCA 101                           | 1931      | Locomotive à vapeur 462F-0401        | Beyer-Garratt       | Euskalduna, Bilbao                          | À l'heure actuelle c'est à la gare de Vilanoveta, Lleida                                                                   | FCA 101                       |
| MZA 1808                          | 1939      | Locomotive à vapeur 241F-2108        | Linda Tapada        | Maquinista Terrestre y Marítima (Barcelona) | Locomotive par des trains de passagers et par marchandises                                                                 | MZA 1808                      |
| 5001                              | 1942      | Locomotive à vapeur 151F-3101        | Santa Fe            | Maquinista Terrestre y Marítima             | Locomotive de grand poids et puissance tractrice                                                                           | Locomotive à vapeur 151F-3101 |
| Renfe                             |           | Locomotive à vapeur Renfe 240F-2591  |                     | Euskalduna (Bilbao)                         | | 240F-2591                     |
| Renfe                             | 1953      | Locomotores de Vapor 141F-2101/2348  | Mikado              | North British Locomotive Company            | Une locomotive type Mikado a été la dernière locomotive à vapeur circulante pour l'Espagne. Retirée symboliquement en 1975 |                               |
| Norte i Renfe 7001                | 1928      | Locomotive électrique                | Chata               |                                             | Locomotive électrique polyvalente                                                                                          |                               |
| Norte i Renfe 7206                | 1928      | Locomotive électrique                | Cocodrilo           |                                             | Locomotive électrique polyvalente                                                                                          |                               |
| Estado-Renfe 1000-1004            | 1929-1982 | Locomotive électrique 280-004        | Transpirinenc       | CAF SECHERON (Guipúscoa)                    | Ligne Ripoll-Puigcerdà, Transpyrénéen Oriental. Trajet avec des virages très fermées et de fortes inclinations             |                               |
| Renfe 7807                        | 1954      | Locomotive électrique 278-007        | Panchorga           | États-Unis                                  | Locomotive électrique remorque de voyageurs et finalement marchandises                                                     | 278 007                       |
| Renfe 7652                        |           | Locomotive électrique Alstom 276-052 |                     |                                             | Elle va accompagnée de 4 voitures 6000                                                                                     |                               |
| Norte i Renfe 9165                | 1935      | Automoteur 590-165                   |                     | EUA                                         | Ce modèle a été acquis par Nord, comme automoteur léger avec deux classes, pour des distances courtes et demies            |                               |
| Ou                                | 1940      | Dresina                              | Ou (œuf)            |                                             | Transport de personnel de travaux (12 places)                                                                              |                               |
| 3T                                | 1950      | Locomotive 350-003                   | Talgo II            |                                             | Remorque de trains Talgo                                                                                                   | Talgo 350 003                 |
| 1801                              | 1958      | Locomotive dièsel 318-001            | Marilyn             | American Locomotives Co. (ALCO)             | Destinée à la Galice |                               |
| Talgo                             | 1983      | Locomotive dièsel Talgo 354-001      | Virgen de Covadonga | Krauss Maffei (Allemagne)                   | Remorque de trains Talgo                                                                                                   | Talgo 354-001                 |
| 2005 T                            | 1964      | Cabine de la locomotive Talgo III    | Virgen del Carmen   |                                             | Remorque de trains Talgo                                                                                                   | Talgo III                     |

## Centre de Documentation
En 1998 le Musée a créé un département pour gérer les fonds documentaires, provenant majoritairement du siège madrilène de la Bibliothèque Ferroviaire de la "Fundación de los Ferrocarriles Españoles." L'an 2000 on a fait la première ouverture au public. La donation réalisée en 2001 par Renfe, provenant de l'ancienne bibliothèque de la "Compañía de los Ferrocarriles de Madrid a Zaragoza y a Alicante (MZA)", une très importante compagnie ferroviaire privée du territoire catalan et espagnol, jusqu'à la nationalisation de toutes les compagnies en 1941 à la fin de la guerre civile en Espagne, a complété la collection.
À mettre en évidence spécialement les mémoires des anciennes compagnies de chemins de fer du réseau basique ferroviaire catalan, et quelques-uns de leurs projets de construction de lignes –notamment ceux réalisés par l'ingénieur Eduard Maristany-, quelques albums photographiques du début du XXe siècle, matériel cartographique divers, profils de lignes, annuaires, rapports divers, etc.
Après dix ans de fonctionnement, en 2011 le centre avait environ 5 000 entrées bibliographiques, plus de 10 000 photographies, à peu près 400 vidéos et un nombre significatif de publications périodiques et matériel d'archives. L'accès à la salle de lecture et consultation est ouverte au public en horaire d'ouverture du Musée, sauf les week-ends. Il est préférable, néanmoins, de convenir rendez-vous au préalable.

## La Bibliothèque du Musée
Sections
- Les trains et les véhicules ferroviaires
- Trafic ferroviaire: documents de gestion
- Histoire et exploitation du chemin de fer
- L’administration, la réglementation et la législation ferroviaire en Espagne
- Les données et statistiques du chemin de fer en Catalogne et en Espagne
- L'infrastructure et l’entretien
- Etc.

## Autres images

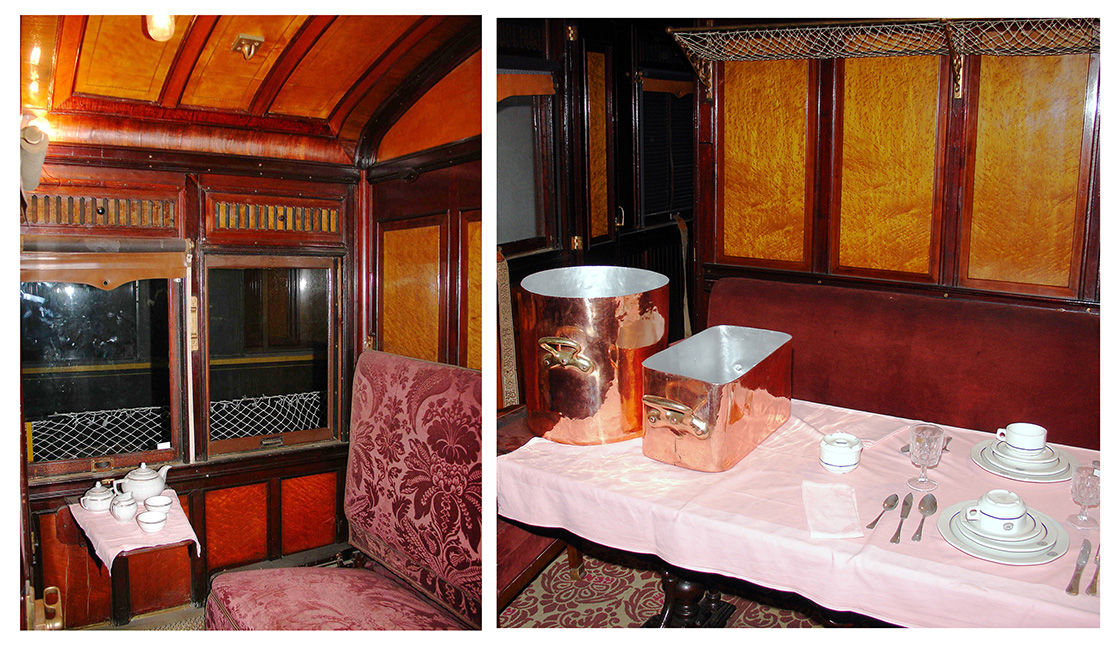
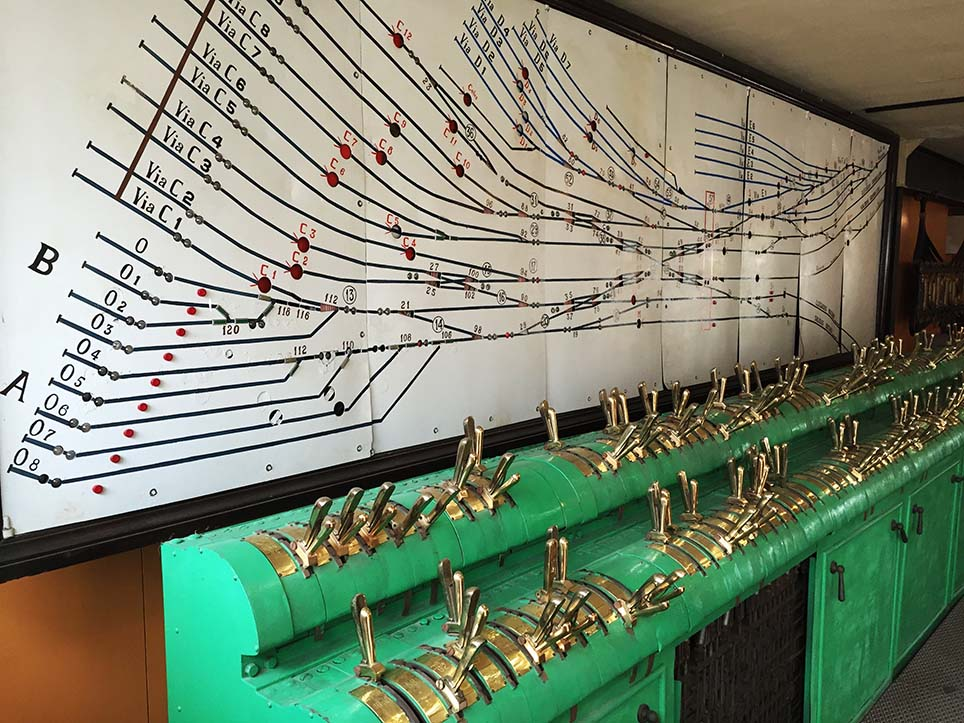
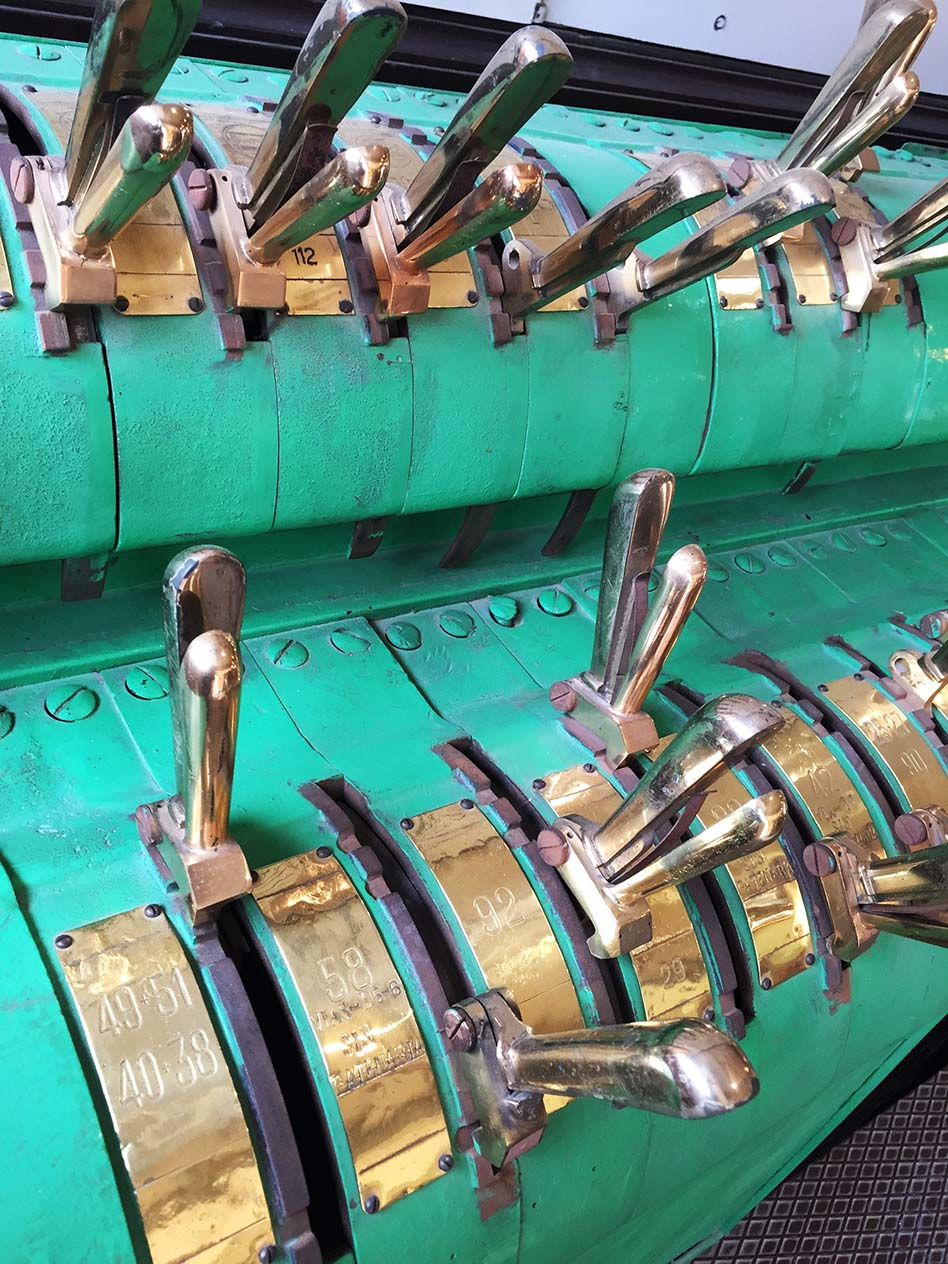
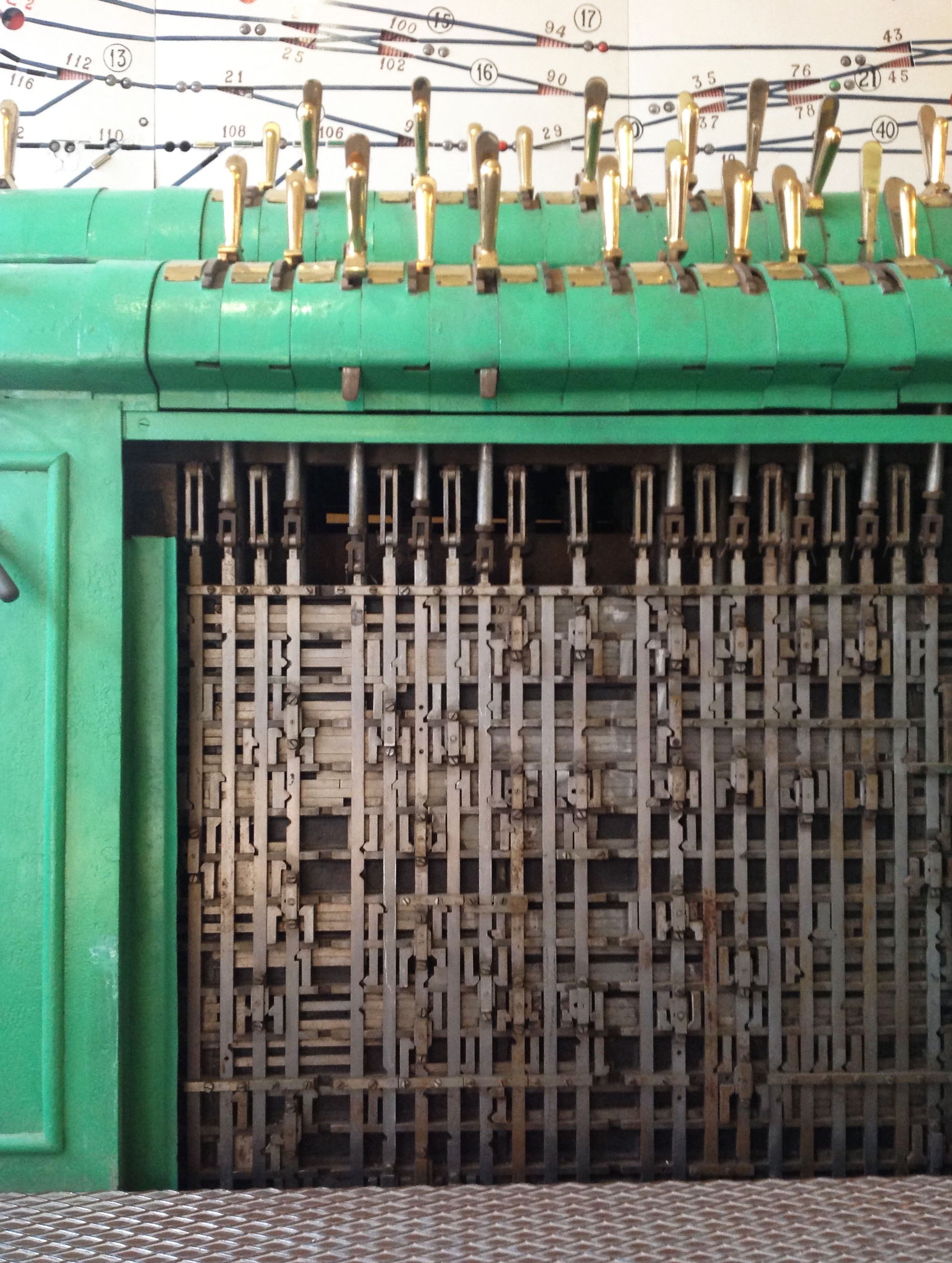
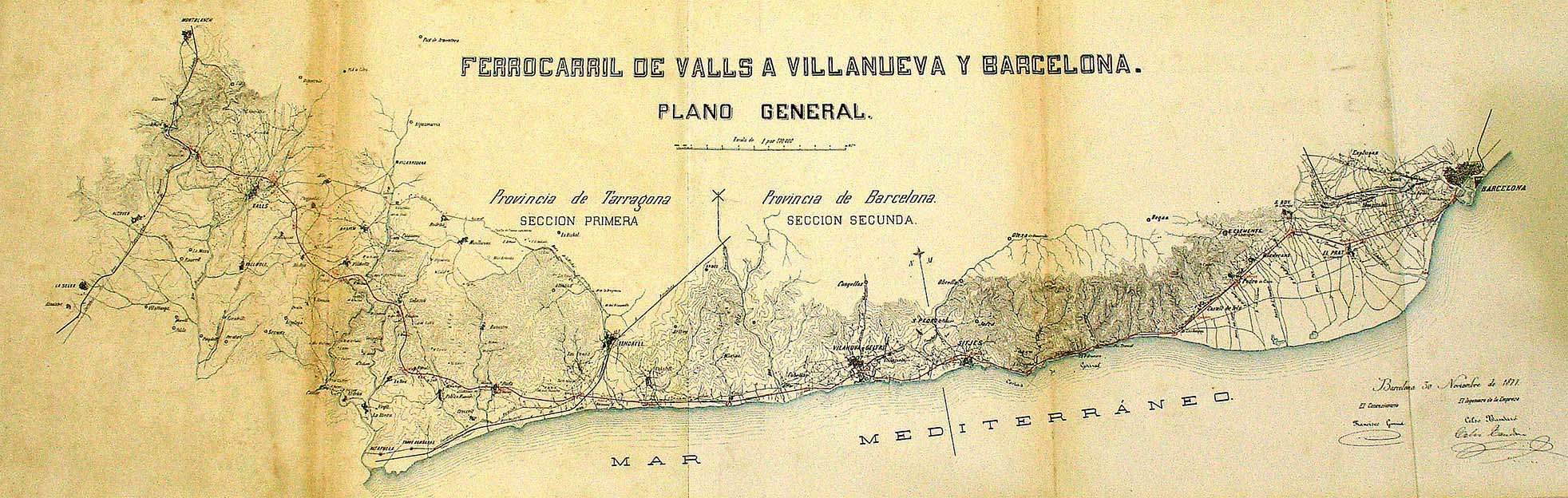
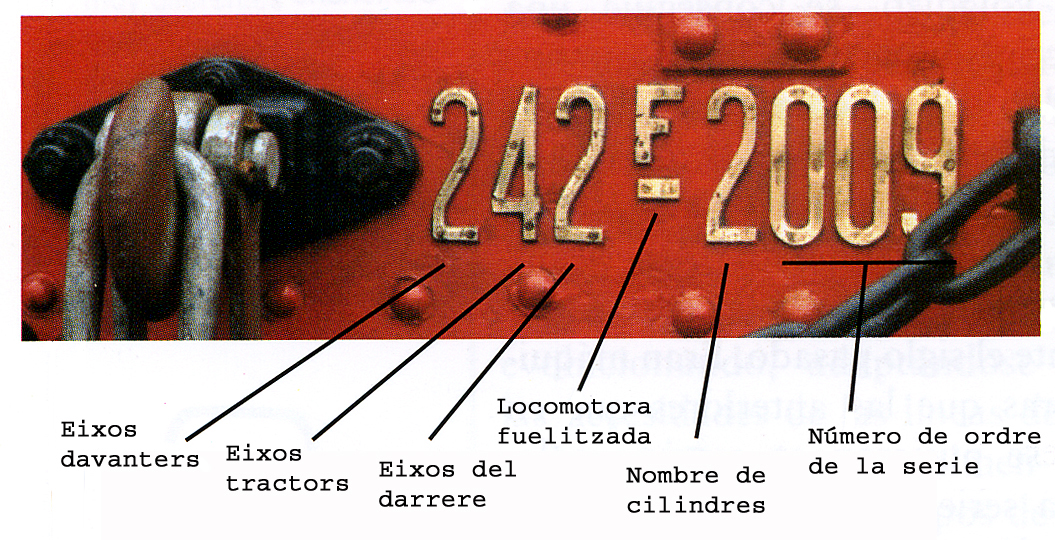
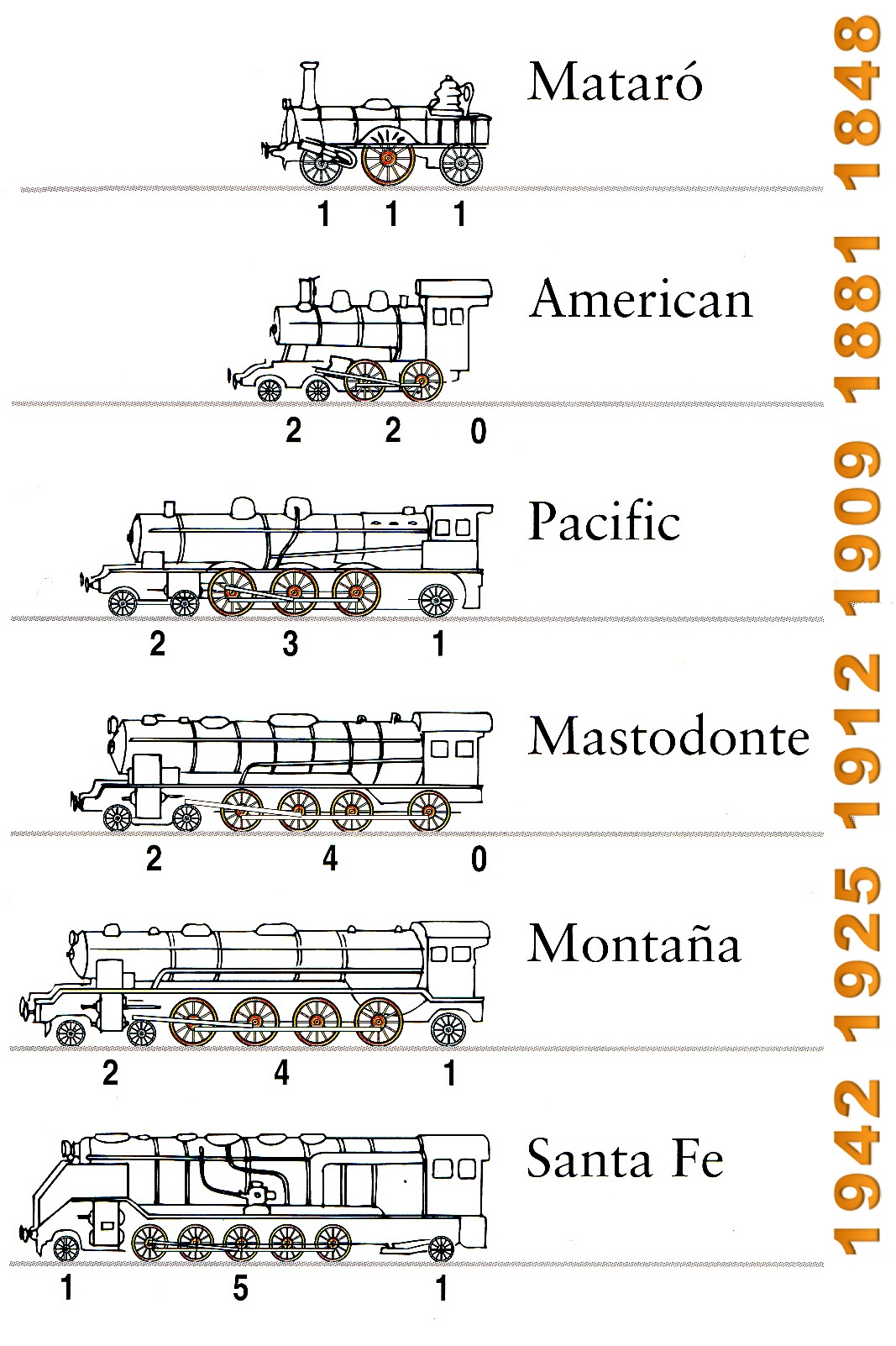
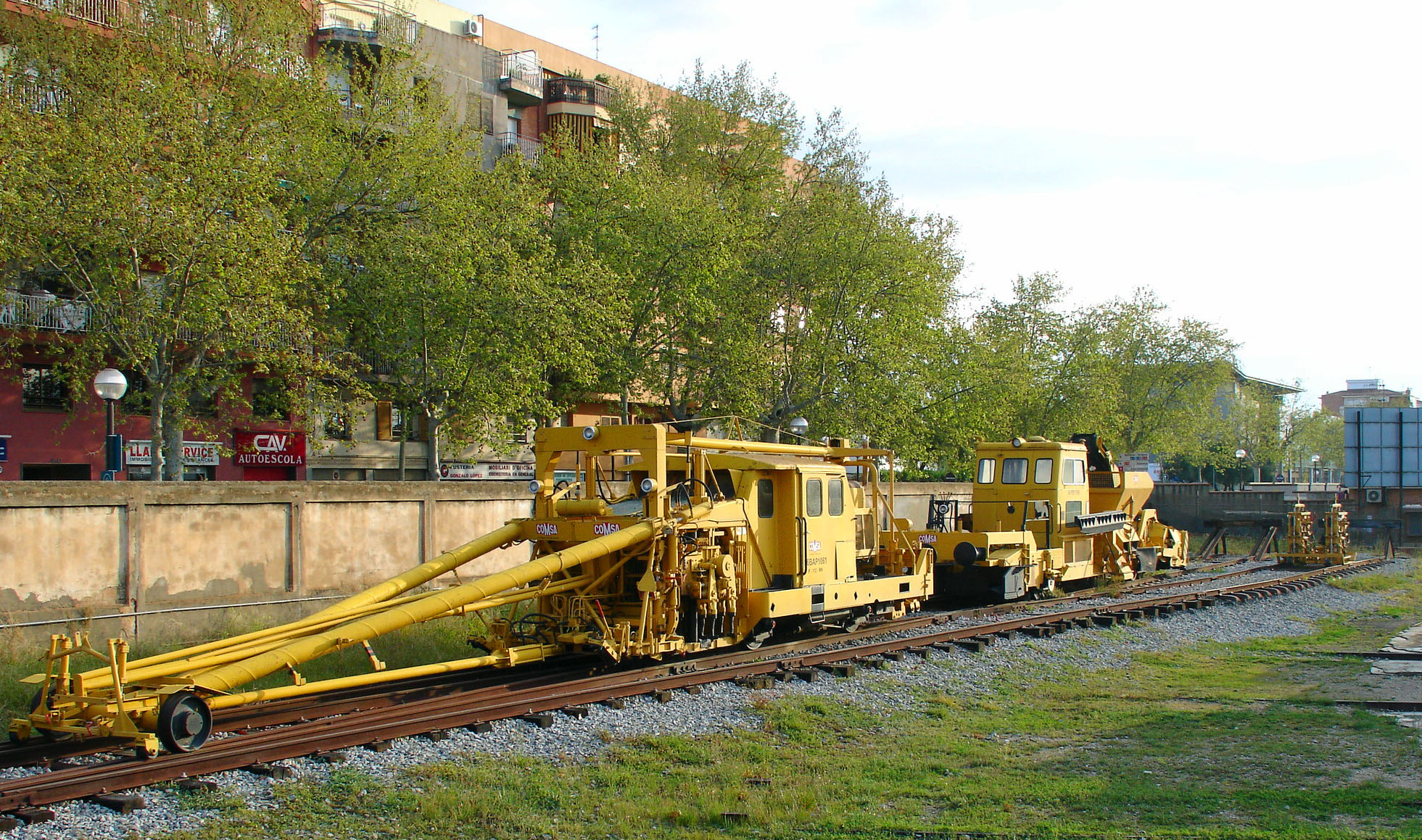
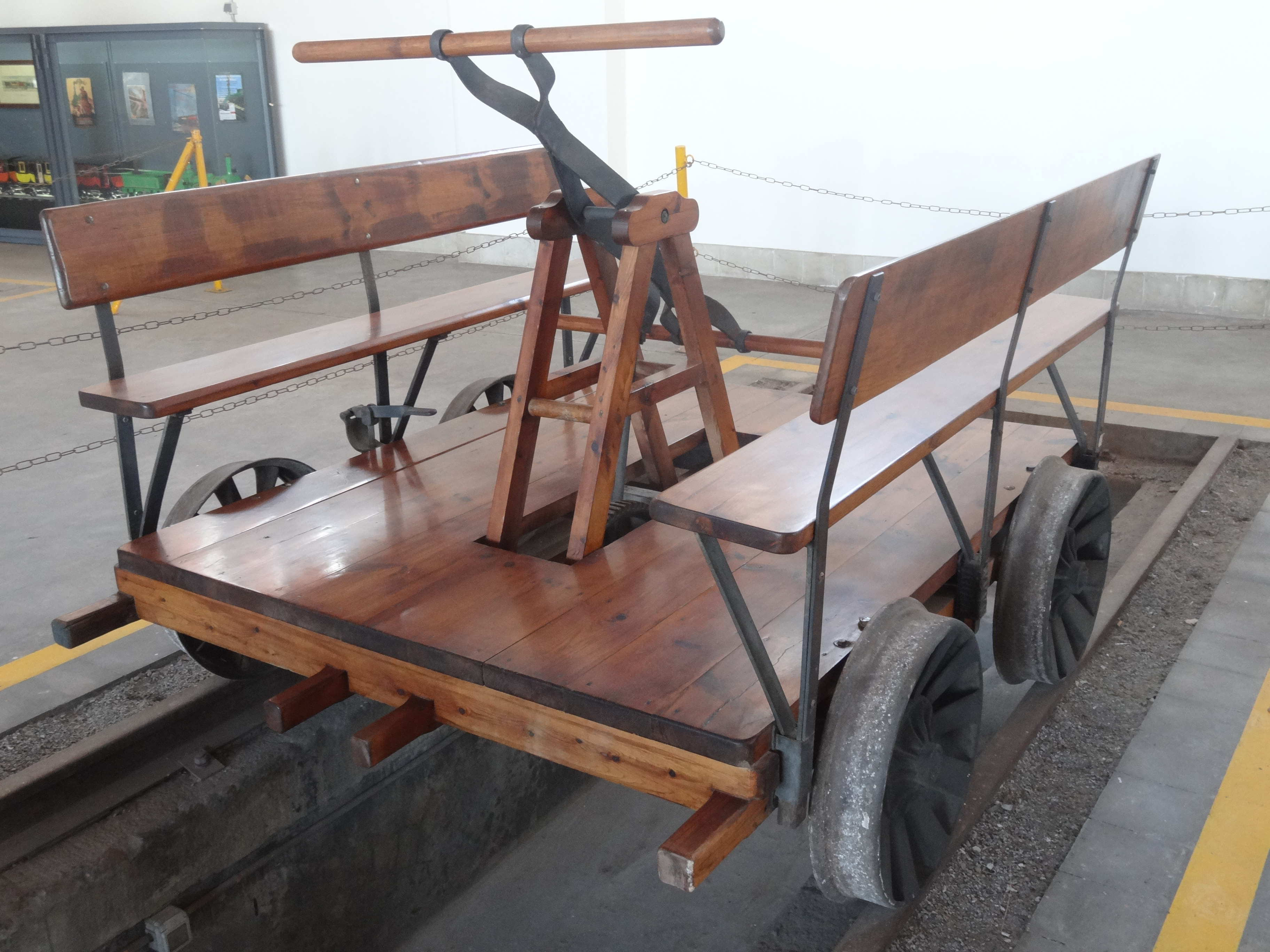
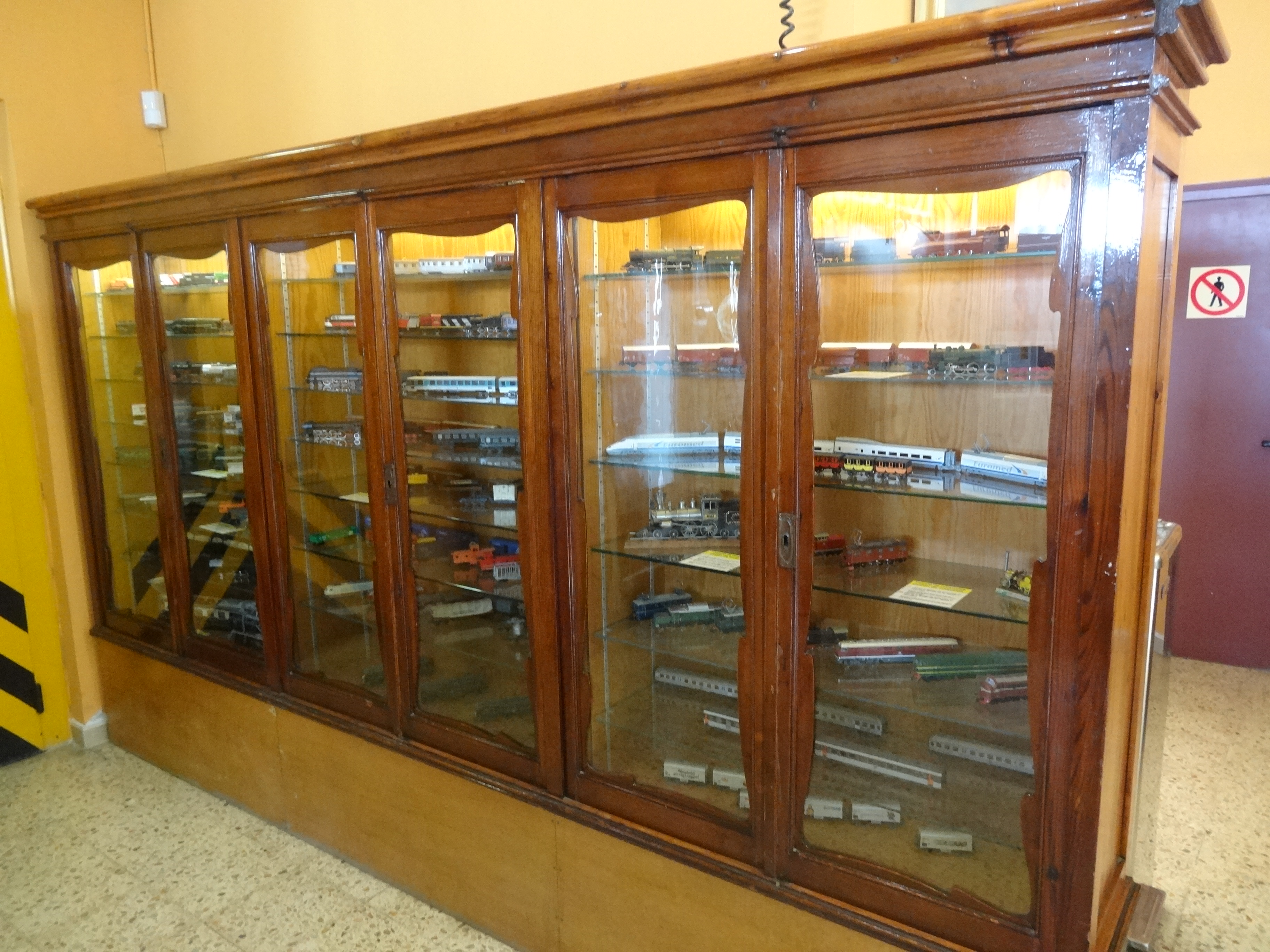
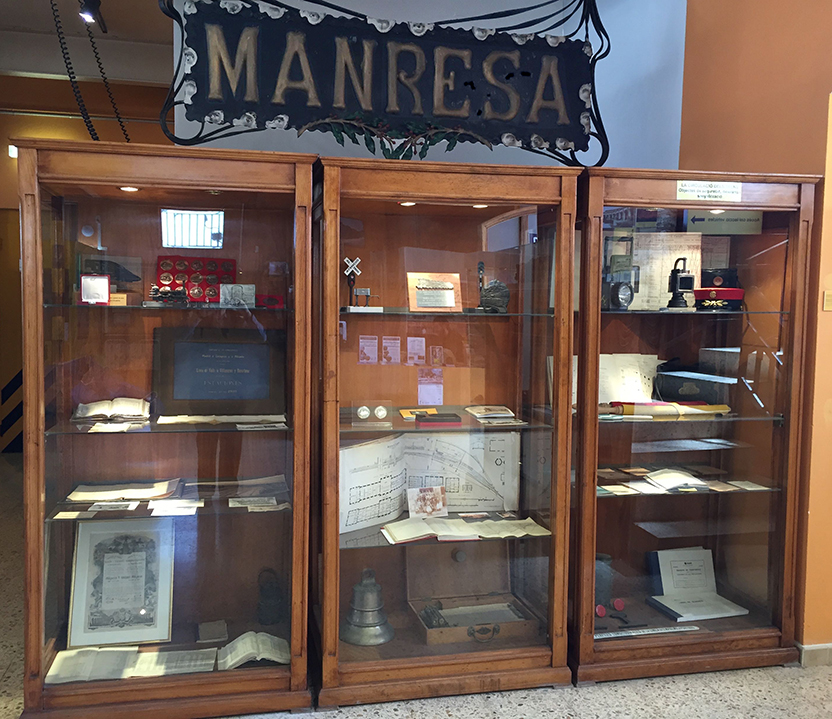
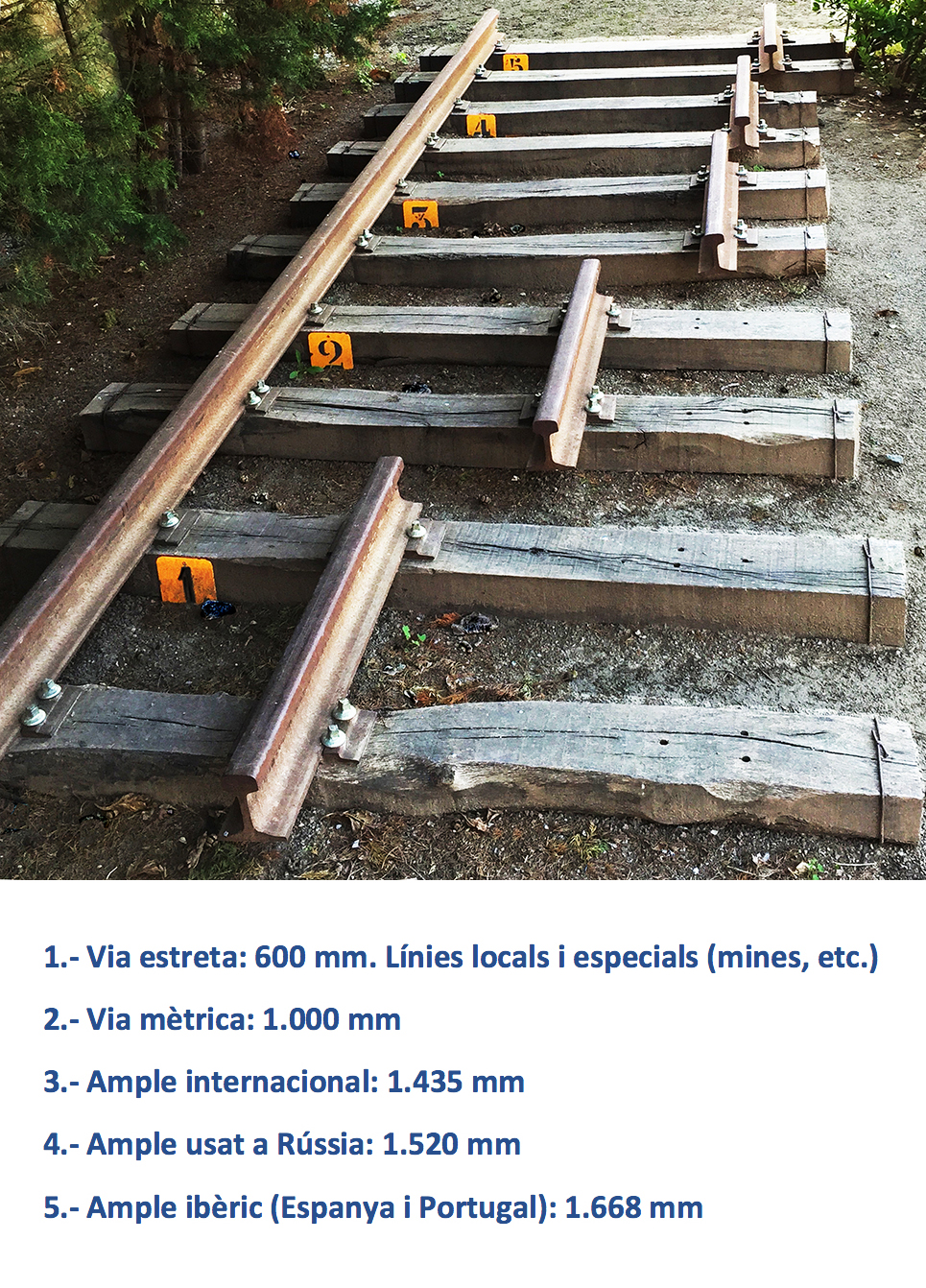
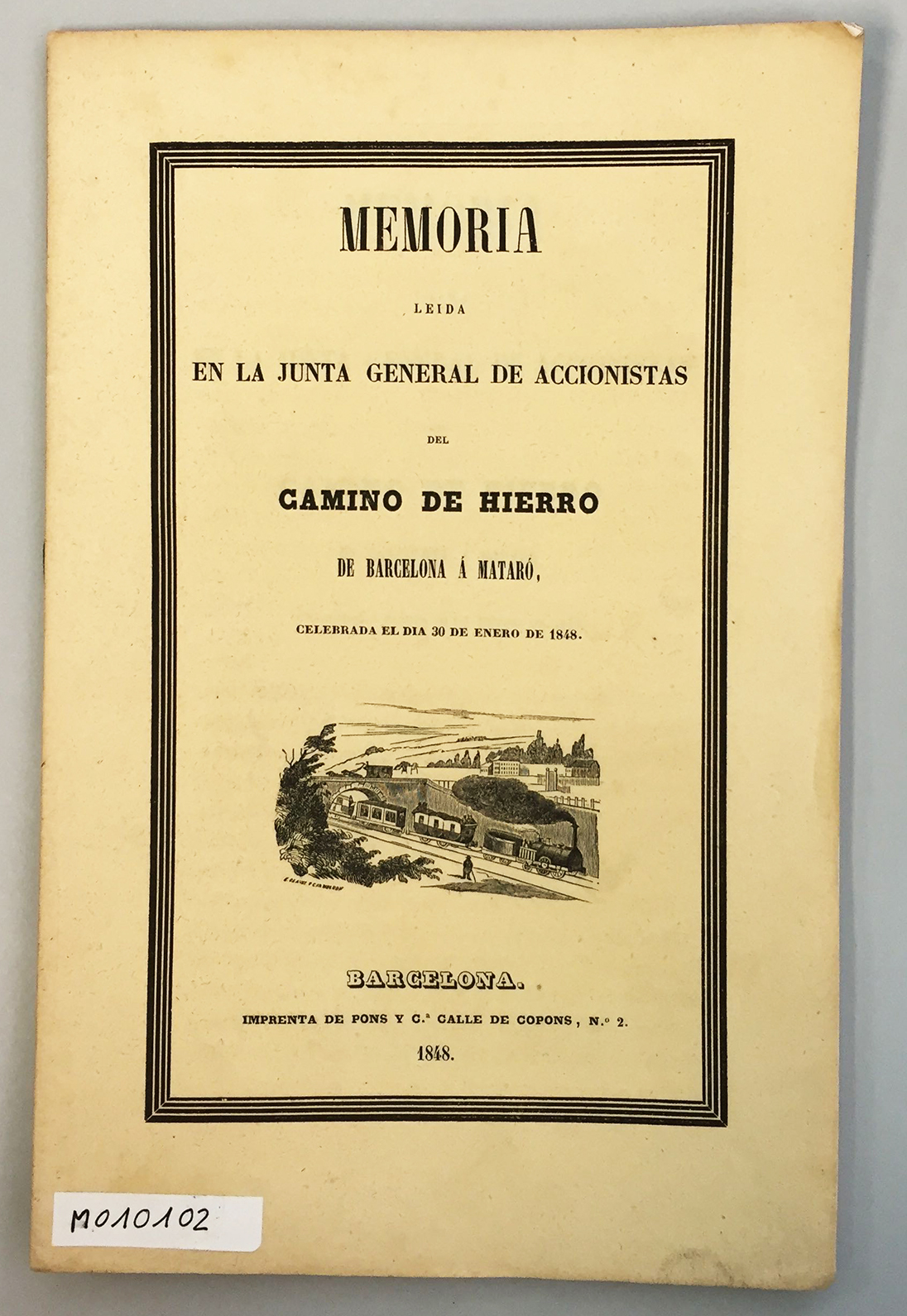
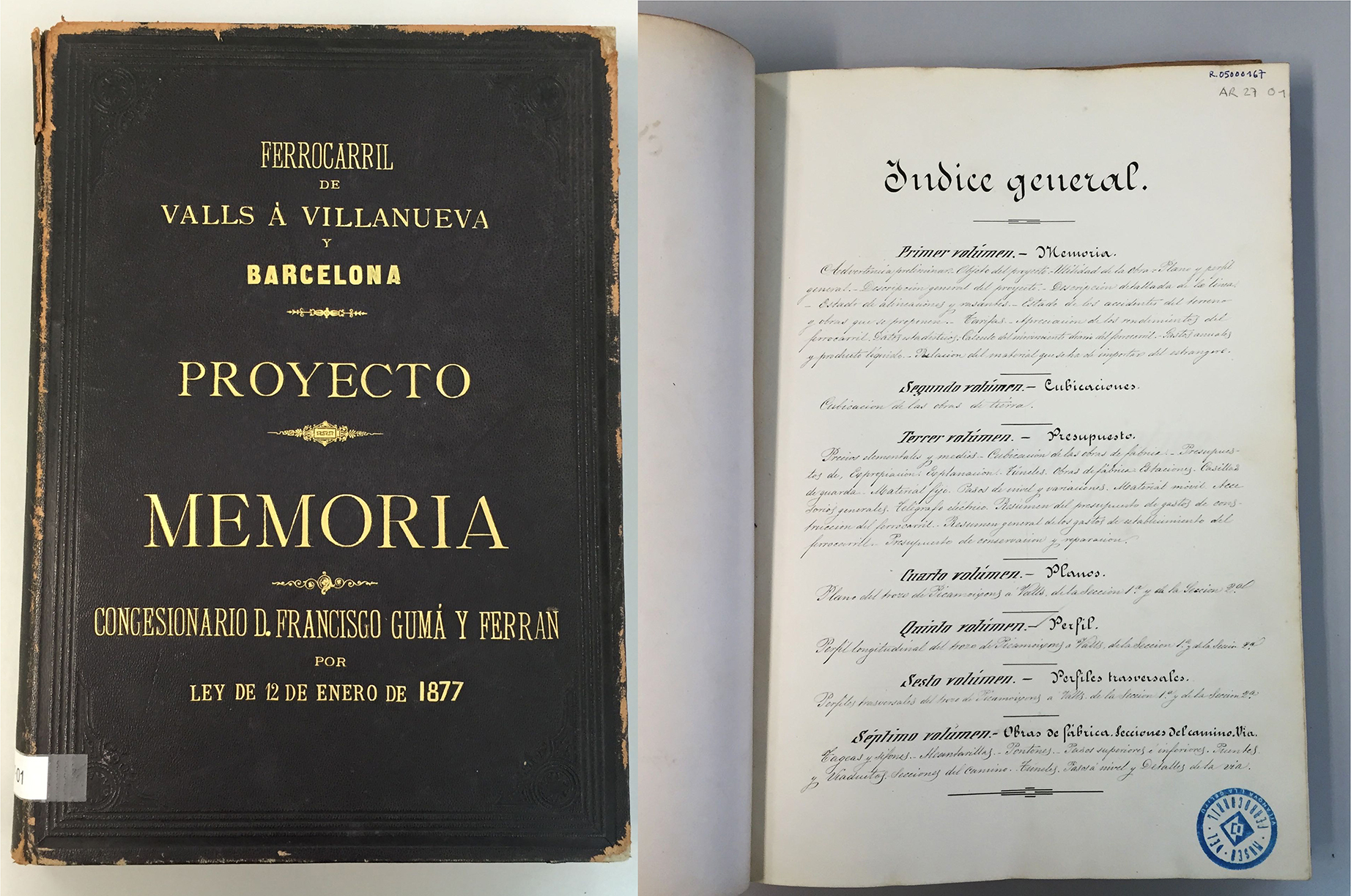
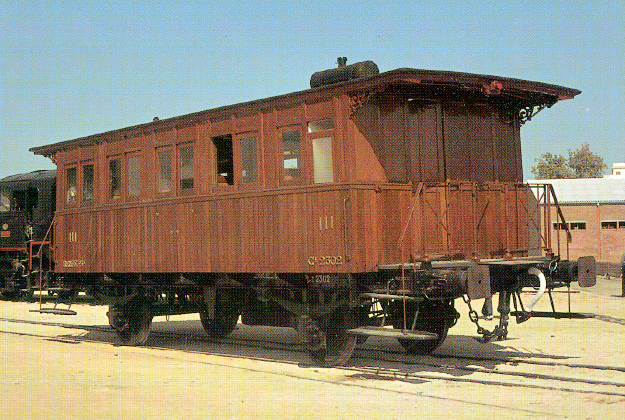
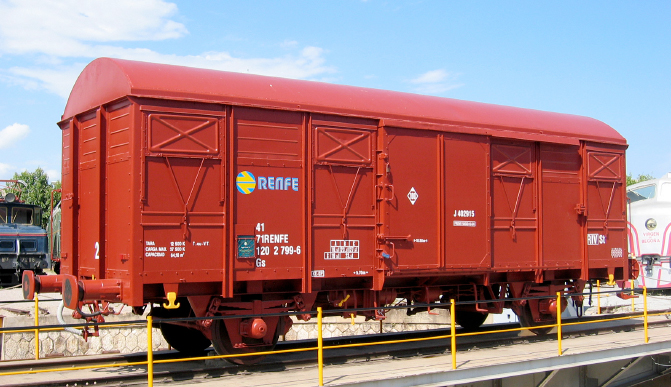
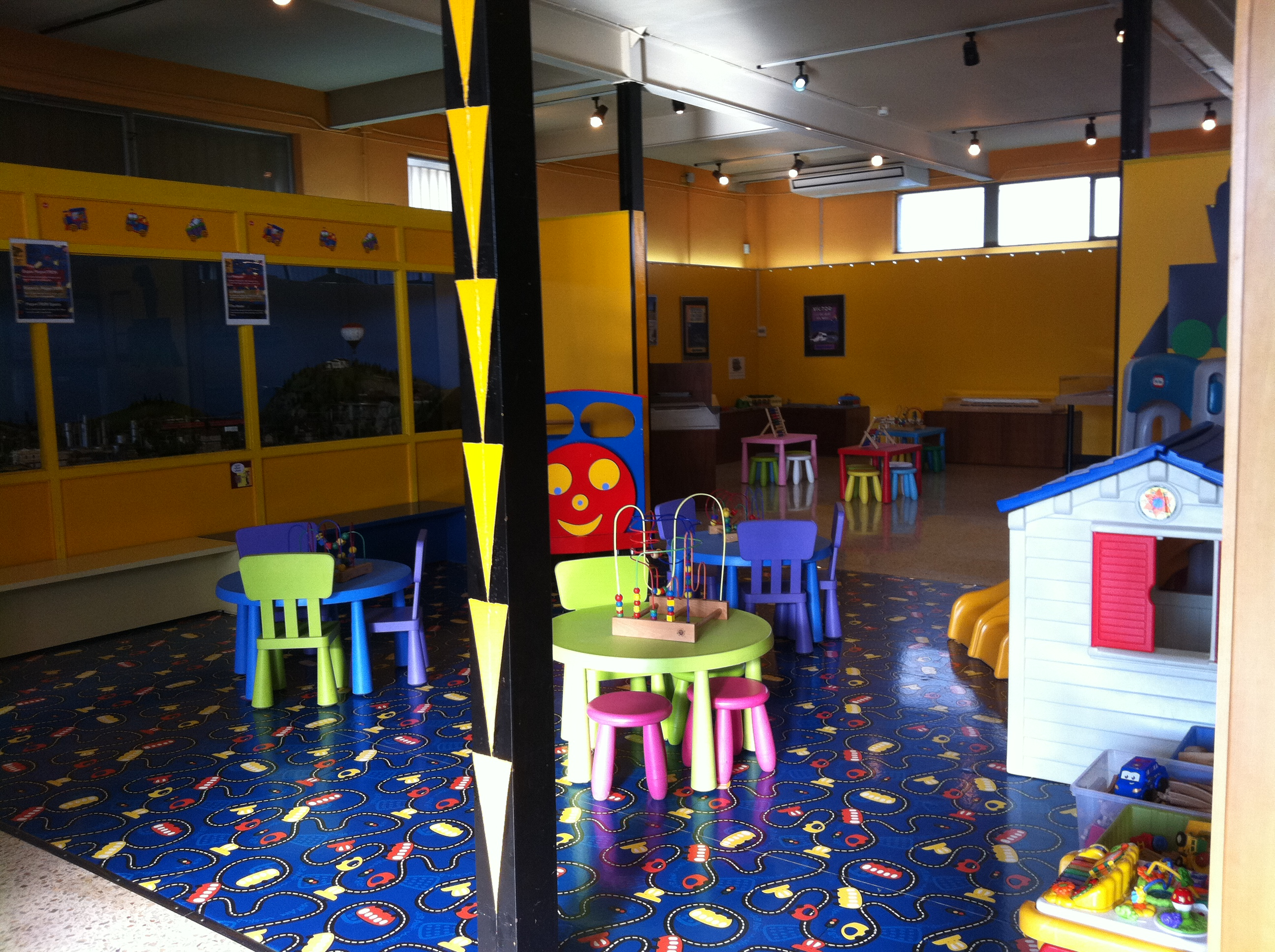
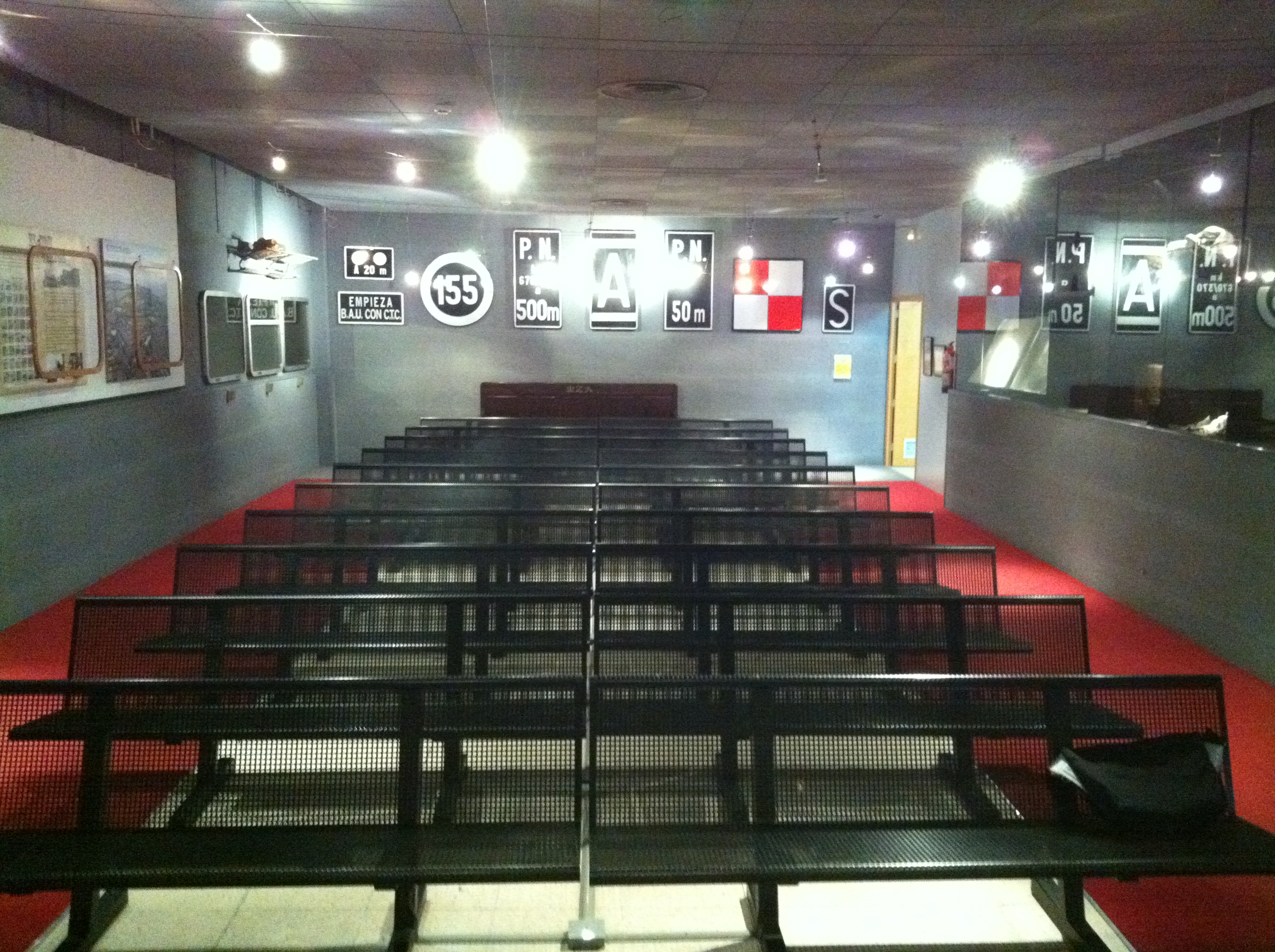
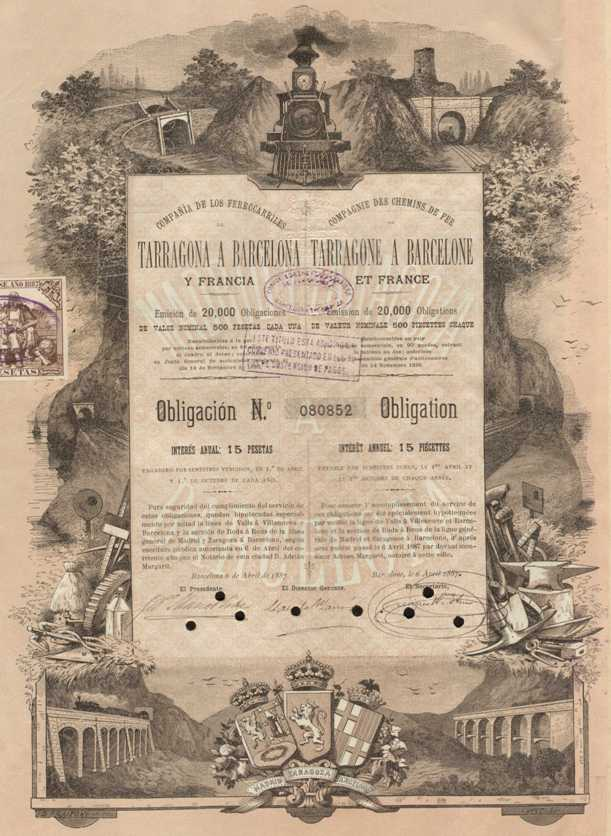